# 権現岳 (八ヶ岳)

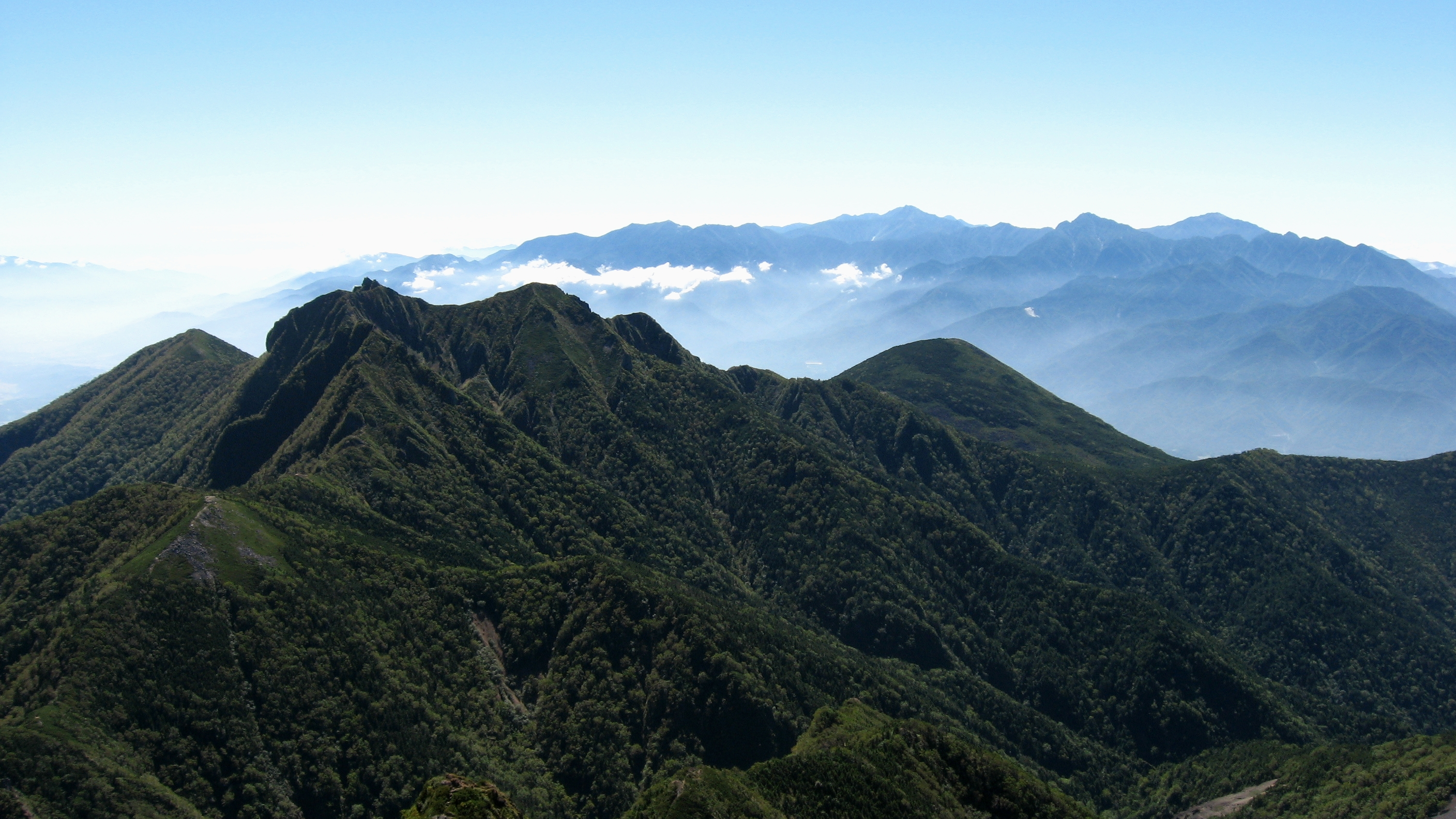
阿弥陀岳より見た権現岳（左）と編笠山（右）。奥は赤石山脈（南アルプス）

権現岳（ごんげんだけ）は、八ヶ岳連峰の南部に位置する山。八ヶ岳中信高原国定公園に属する。

## 概要
標高 2,715 m 。江戸時代末期までは長野県富士見地域では「薬師ヶ嶽」とも呼ばれた。
北側の赤岳との間は、キレットとなっていて一気に落ち込んでいる。権現岳から南の八ヶ岳連峰には、自身より高い山はないため、山頂からは赤石山脈（南アルプス）を見渡すことができる。
山頂には檜峰神社（ひみねじんじゃ）が鎮座しており、中世には修験道の中心となっていた。

## 登山道
山頂へは南東、南西、北の3方向から登山道が延びている。南からの登山道２つはどちらも6時間以内で登ることのできる登山ルートとなっている。南東からの道は、三ッ頭で2方向からの登山が合流している。
- 観音平から青年小屋を経由するルート（途中、編笠山を巻く道と、山頂を経由する道とがある）
- 甲斐小泉から三ッ頭を経るルート
- 甲斐大泉から天女山を経て、三ッ頭で甲斐小泉からの道と合流するルート
- 赤岳からキレットを通るルート

## 周辺の山
- 編笠山 (2,524 m)
- 三ッ頭 (2,580 m)
- 赤岳 (2,899 m)
- 西岳 (2,398 m)

## 周辺の山小屋
- 権現小屋
- キレット小屋
- 青年小屋

## 関連画像

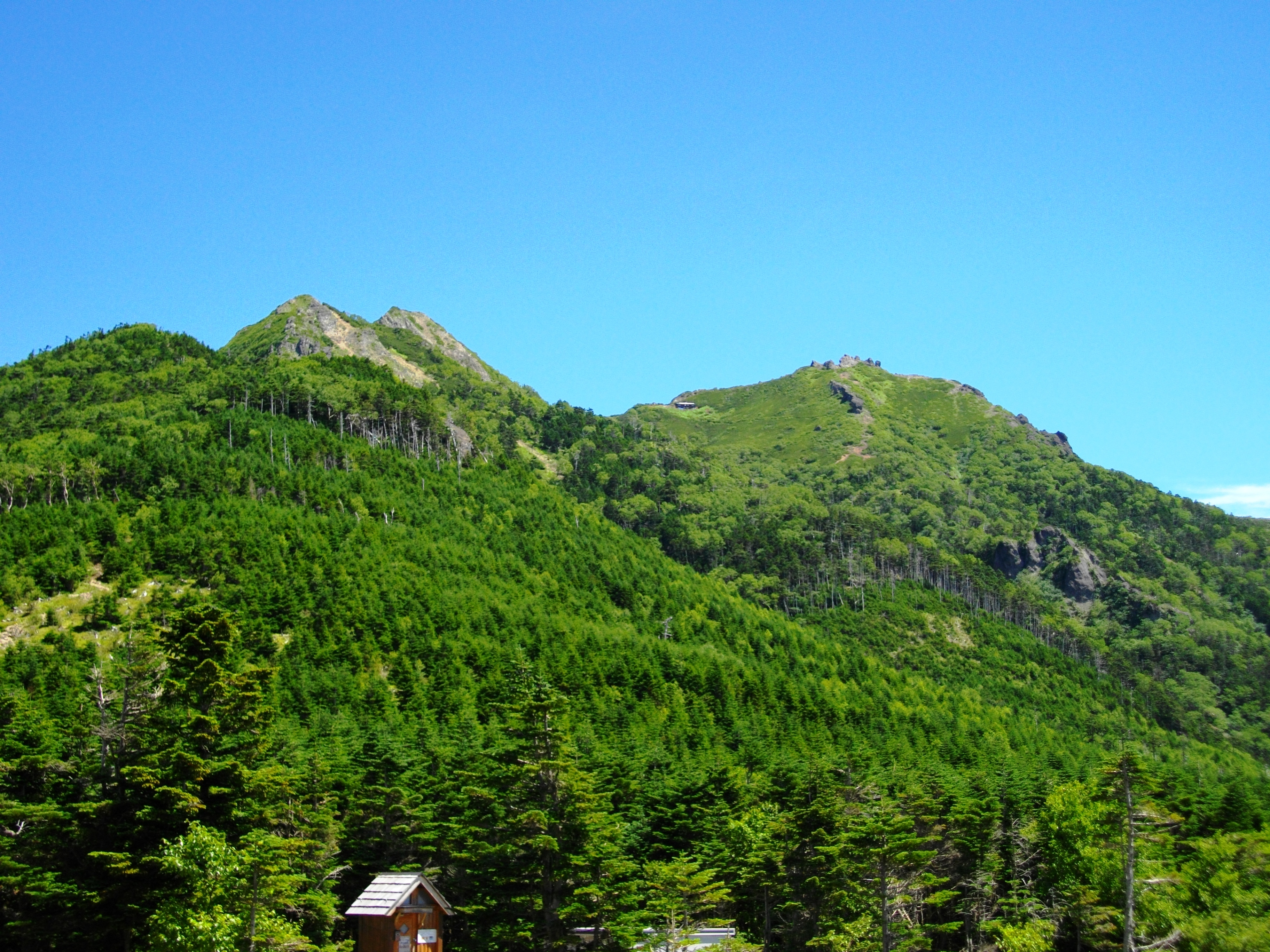
青年小屋から見た権現岳（2009年08月）
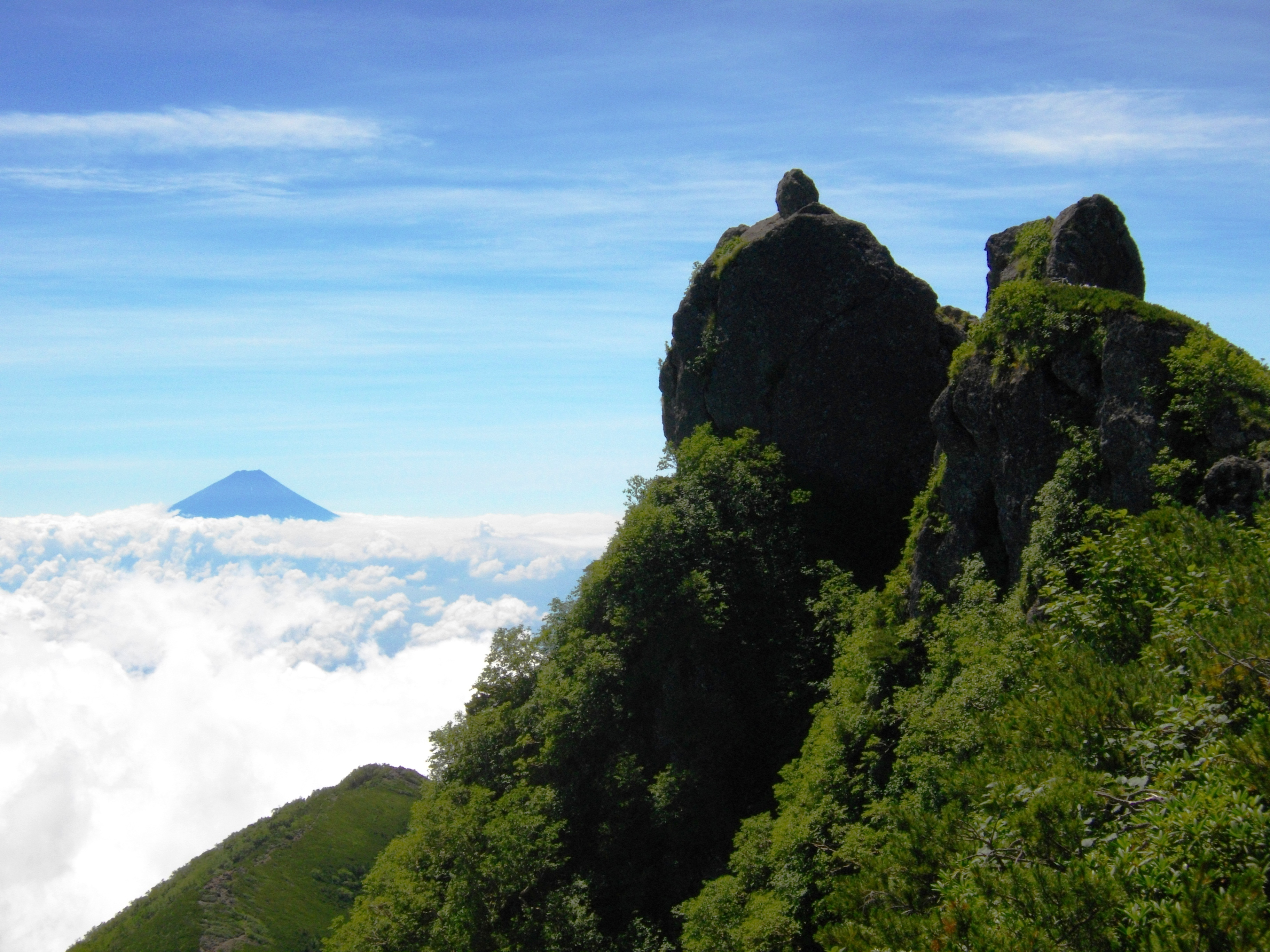
権現岳頂上と富士山（2009年08月）
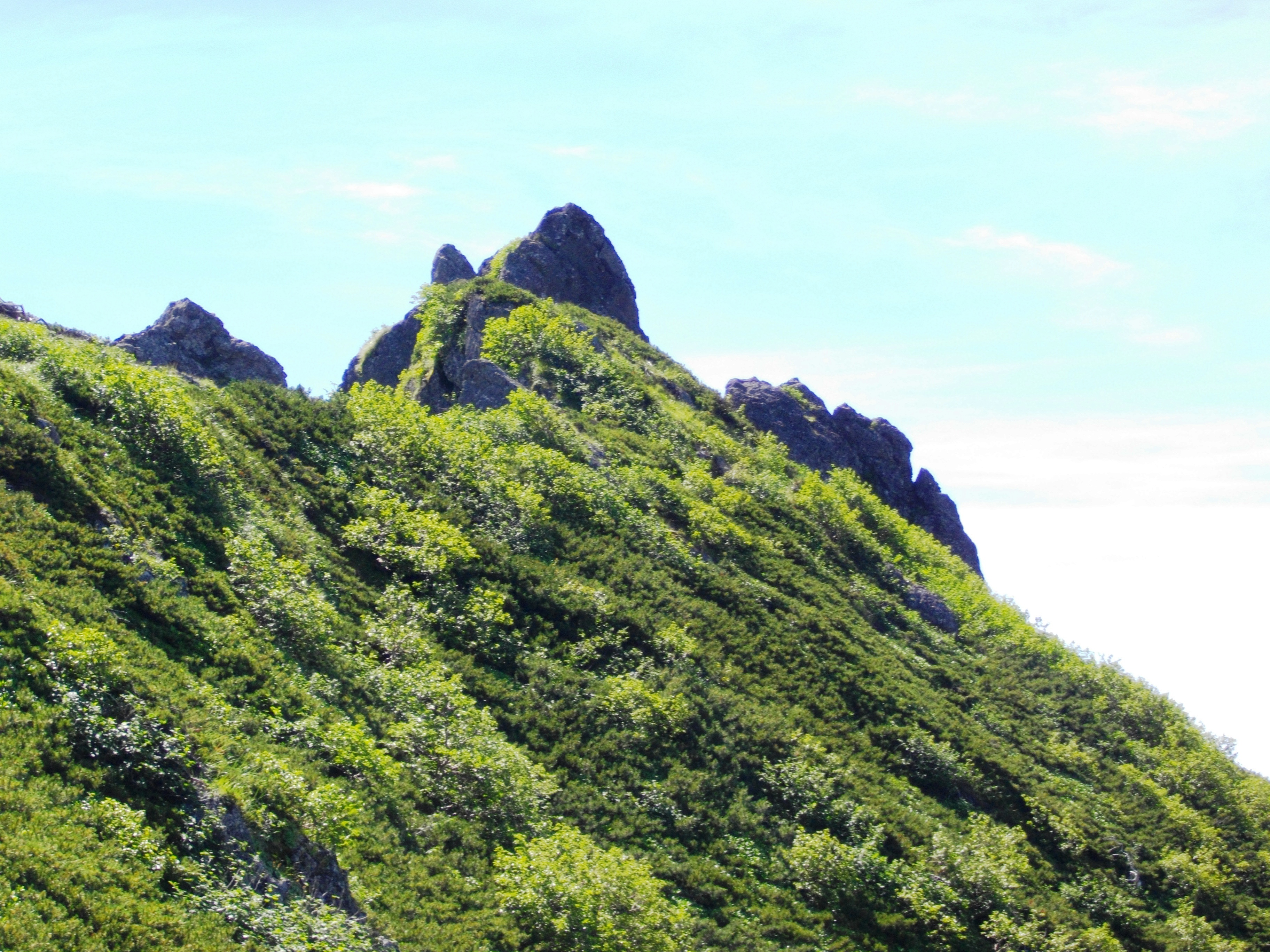
権現岳頂上の岩塊（2009年08月）
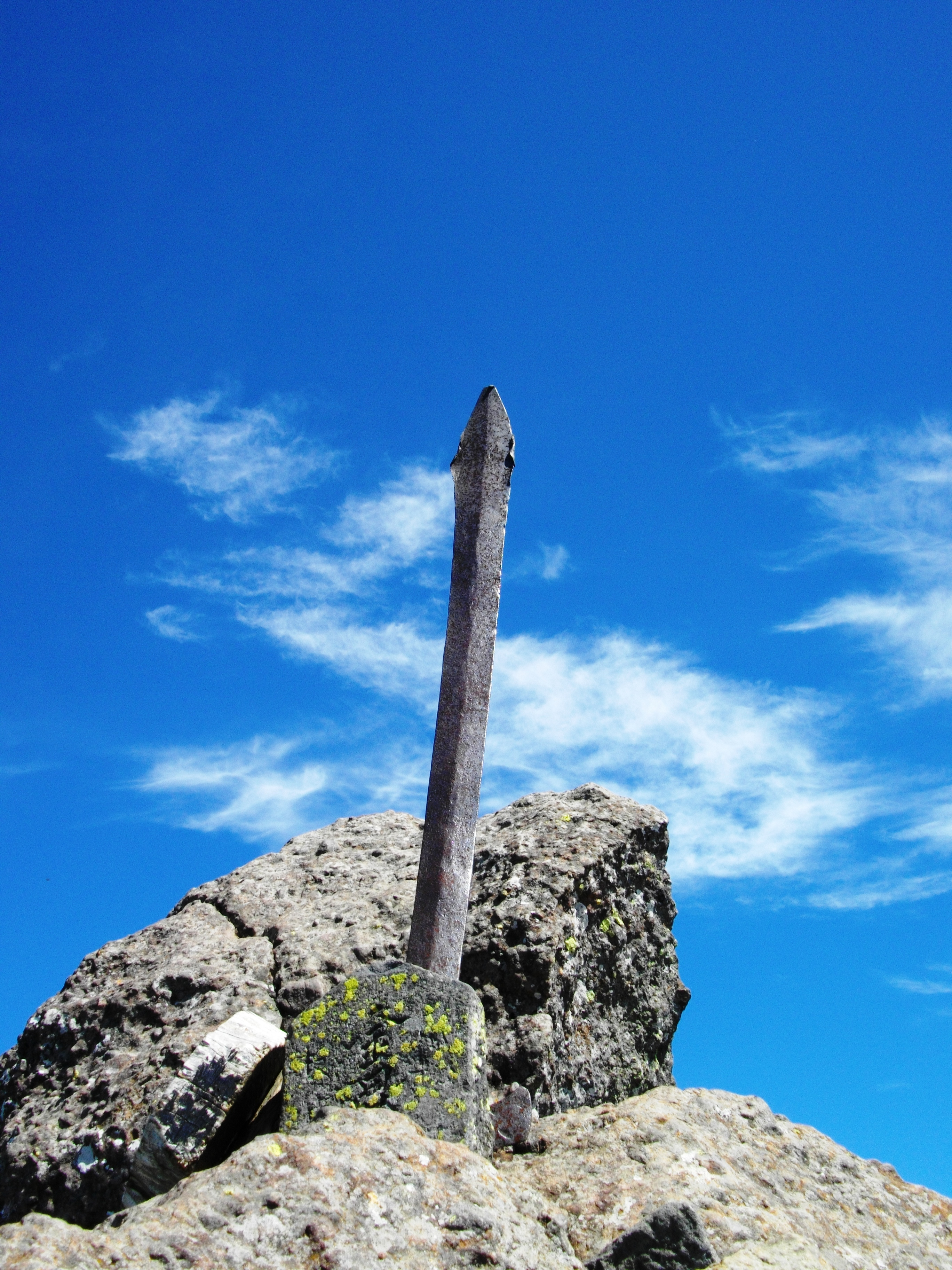
権現岳頂上の剣（2009年08月）